# Paul Aeby
Paul Aeby (Bern, 1910. szeptember 10. – ?) svájci labdarúgócsatár. Öccse Georges Aeby.